# Lois Frances Booth
Lois Frances Booth (prinsesse Erik, grevinde af Rosenborg), née le 2 août 1897 à Ottawa et morte le 26 février 1941 à Copenhague. Canadienne, elle épouse, en 1924, le prince Erik de Danemark.
Petite-fille de l'industriel millionnaire canadien John Rudolphus Booth, elle devient membre de la famille royale de Danemark, bien qu'ayant contracté un mariage morganatique.

## Famille
Lois Booth est la seule fille de John Frederick Booth (1865-1930) et de Frances Alberta Hunsicker (1866-1964) ; elle a pour grand-père le célèbre entrepreneur John Rudolphus Booth, « roi du bois d'œuvre », et pour grand-mère sa femme Rosalinda Cook. La famille Booth est d'origine irlandaise et apparentée aux baronnets Booth.
Elle rencontre son futur mari, le prince Erik de Danemark, alors en voyage au Canada.
Ils sont mariés par l'évêque d'Ottawa Charles Roper, à l'All Saints' Anglican Church en compagnie de dignitaires canadiens, le vicomte Byng de Vimy, gouverneur général, et le premier ministre Mackenzie King.
Le prince renonça à ses droits au trône lors de son mariage avant d'être titré comte de Rosenborg,.
La nouvelle comtesse de Rosenborg est la belle-fille du prince Valdemar de Danemark et de la princesse Marie d'Orléans.
Ils ont deux enfants intégrés à la noblesse danoise sans droits de succession au trône de Danemark :
- Christian Edward Valdemar Jean Frederik Peter, comte de Rosenborg (1932-1997), dont postérité ;
- Alexandra Dagmar Frances Marie Margrethe, comtesse de Rosenborg (1927-1992), dont postérité[4].

Le comte et la comtesse de Rosenborg divorcent en 1937. L'ex-comtesse de Rosenborg se remarie la même année à Thorkild Jueslberg (1903-1966), son secrétaire danois.

## Titulature
- Mlle Lois Booth (1897-1924)
- Son Altesse la princesse Erik, comtesse de Rosenborg (1924-1937)[3],[6].
- Mme Thorkild Jueslberg (1937-1941).